# 万井正人
万井 正人（まんい まさんど、1921年4月3日 - 2006年1月4日）は、日本の医学者。京都大学名誉教授、医学博士。専門は運動生理学。抗老化医学、作業能率や安全性、疲労の予防・回復などにかかわる研究を行う。1997年には、誰でもどこでも簡単にでき高齢者から子どもまで楽しめるスポーツとして、スカイクロスを考案。
1944年、京都帝国大学医学部医学科を卒業し、同大学医学部副手、大阪医科大学講師、龍谷大学講師、皇學館大学講師・助教授、京都大学助教授・教授を歴任。1984年に京都大学を退官後、名誉教授。また大阪産業大学教授をつとめた。1994年、勲三等瑞宝章受章。
2006年1月4日、京都市内の自宅で心不全のため85歳で死去した。

## 著書
- 『血圧のはなし』同朋舎出版、1987年
- 『新時代の宇宙体操のすすめ』不昧堂書店、1991年